# Campeonato de Portugal 1930
Il Campeonato de Portugal 1930 fu la nona edizione del Campeonato de Portugal, torneo antenato della Coppa di Portogallo. Il Benfica vinse per la prima volta questa manifestazione, in virtù del 3-1 (1-1 dopo i tempi regolamentari) rifilato al Barreirense nella finale del 1º giugno 1930.

## Partecipanti
- Algarve:  Lusitano VRSA,  Olhanense
- Aveiro:  Espinho,  Sanjoanense
- Coimbra:  Académica,  União de Coimbra
- Évora:  Lusitano
- Leiria:  Bombarralense
- Lisbona:  Belenenses,  União de Lisbona,  Sporting Lisbona,  Benfica,  Carcavelinhos FC,  Marvilense FC,  União Operária, Comercial
- Madera:  Marítimo
- Porto:  Porto,  Salgueiros,  Coimbrões,  Leça,  Boavista
- Portalegre:  Estrela Portalegre
- Setúbal:  Vitória Setúbal,  Barreirense
- Viana do Castelo:  Vianense
- Vila Real:  Vila Real
- Viseu:  Lusitano FC

## Primo Turno
|                  | Risultato |                    |
| ---------------- | --------- | ------------------ |
| Vitória Setúbal  | 4 - 0     | Marvilense FC      |
| União de Lisbona | 5 - 2     | Estrela Portalegre |
| Sporting Lisbona | 7 - 1     | Académica          |
| Benfica          | 8 - 1     | União Operária     |
| Salgueiros       | 3 - 1     | Vianense           |
| Espinho          | 3 - 1     | Coimbrões          |
| Lusitano VRSA    | 4 - 0     | Lusitano           |
| Leça             | 10 - 0    | Comercial          |
| Porto            | 8 - 1     | Lusitano FC        |
| Barreirense      | 3 - 0     | União de Coimbra   |
| Belenenses       | 6 - 0     | Olhanense          |
| Casa Pia         | 7 - 2     | Sanjoanense        |
| Carcavelinhos FC | 3 - 0     | Bombarralense      |
| Boavista         | 2 - 2     | Vila Real          |

## Secondo Turno
|                  | Risultato |                  | Andata | Ritorno | Spareggio |  |
| ---------------- | --------- | ---------------- | ------ | ------- | --------- |  |
| Vitória Setúbal  |           | Sporting Lisbona | 2 - 1  | 1 - 2   | 4 - 3     |  |
| União de Lisbona |           | Salgueiros       | 5 - 3  | 4 - 1   |           |  |
| Benfica          |           | Casa Pia         | 2 - 0  | 2 - 2   |           |  |
| Espinho          |           | Leça             | 2 - 1  | 0 - 1   | 3 - 1     |  |
| Barreirense      |           | Boavista         | 3 - 1  | 7 - 2   |           |  |
| Belenenses       |           | Porto            | 2 - 2  | 3 - 3   | 2 - 1     |  |
| Carcavelinhos FC |           | Lusitano VRSA    | 1 - 3  | 1 - 0   | 1 - 0     |  |

## Quarti di finale
|                  | Risultato |                  | Andata | Ritorno | Spareggio |  |
| ---------------- | --------- | ---------------- | ------ | ------- | --------- |  |
| União de Lisbona |           | Vitória Setúbal  | 1 - 1  | 2 - 2   | 2 - 1     |  |
| Benfica          |           | Carcavelinhos FC | 4 - 2  | 0 - 2   | 7 - 0     |  |
| Barreirense      |           | Espinho          | 5 - 2  | 5 - 0   |           |  |
| Belenenses       |           | Marítimo         | 0 - 0  | 2 - 1   |           |  |

## Semifinali
|             | Risultato |                  | Andata | Ritorno |  |
| ----------- | --------- | ---------------- | ------ | ------- |  |
| Benfica     |           | União de Lisbona | 1 - 0  | 1 - 1   |  |
| Barreirense |           | Belenenses       | 1 - 1  | 3 - 2   |  |

## Finale
| Arbitro: | Silvestre Rosmaninho |

|                                       |           |            |
| Dinis 22’ Oliveira 97’ Gonçalves 110’ | Marcatori | 5’ Correia |